# Манджа
Манджа (манжа, манжо) — кулінарна страва, поширена у Болгарії, Молдові, Бессарабії, на півдні України у Буджаку. Є думка, що поява терміна manca (manga, mangia) у болгарській та гагаузькій мовах є результатом запозичення з романських мов, найімовірніше з італійської. Процес запозичення міг відбуватися двома шляхами: через турецьку мову і безпосередньо з італійської. У турецькій мові термін manca позначає їжу, в основному для кішок і собак і грубу назву їжі, аналогічно «жратва». Італійське mangiare має такі значення: «їсти, обідати, поїдати»; «їжа, обід, банкет, страва».

## Національні різновиди
У Болгарії манджа — густий овочевий суп чи соус, до складу якого входять баклажани, солодкий перець, помідори, морква, цибуля, зелень, спеції. Тим не менш, манджу готують і з м'ясом, і з грибами, але значно рідше .
У гагаузькій кухні манджа в класичному варіанті - це соус на борошняній основі з різними компонентами, насамперед, з м'ясом, і також з овочами. Крім того існують і варіації цієї улюбленої гагаузської страви:
- suannı mancası – соус з цибулею,
- labada mancası – соус з щавелем,
- kartofi mancası – соус с картоплею,
- patlacan mancası – соус з помідорів з овочами,
- erik mancası – соус зі сливами,
- balık mancası – соус з рибою,
- turşu mancası – соус із соліннями,
- meşmer mancası – соус з яєць та бринзи,
- kalää mancası – соус з м'яса, крупи та кислої капусти[5].

У Молдові та на півдні України — там, де місцева кухня стикалася з болгарською, манджа інтегрувалася в місцеві кулінарні традиції, але зазнавши деяких змін. Тут під манджею розуміють овочеве рагу на основі болгарського перцю, баклажанів і томатів; закуску або салат з овочів, тушкованих у олії. Дуже часто манджу заготовляють у банках на зиму.